# Eugène Christophe

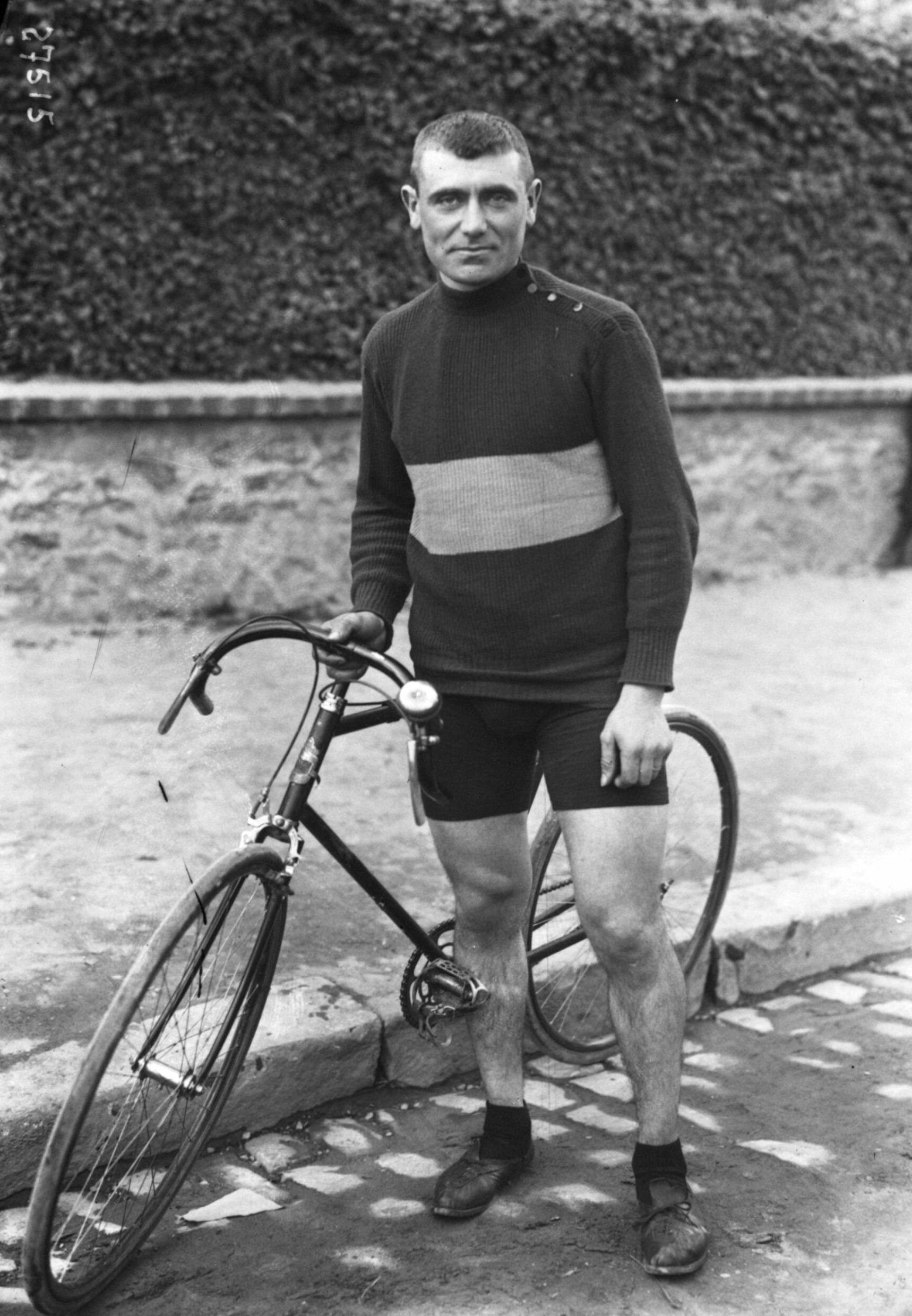
Eugène Christophe (1913)

Eugène Christophe (auch le Vieux Gaulois, französisch für der alte Gallier; * 22. Januar 1885 in Paris; † 1. Februar 1970 ebenda) war ein französischer Radrennfahrer.
1910 gewann Christophe (der in der Öffentlichkeit unter seinem Spitznamen „Cri-Cri“ bekannt war) den Radklassiker Mailand–Sanremo. Das Rennen fand unter extremen Wetterbedingungen (Kälte, Schnee, Regen) statt und es wurde nur von drei Fahrern beendet. Nach seinem Sieg, bei dem er sich völlig verausgabt hatte, verbrachte er vier Wochen im Krankenhaus, um Erfrierungen und Unterkühlungen behandeln zu lassen. 1909 hatte er Paris–Calais gewonnen. 1919 war er der erste Träger des gelben Trikots bei der Tour de France. Christophe war davon nicht begeistert, weil ihm das grelle Gelb zu auffällig war.
Auf dem ersten Platz liegend, erlitt sein Fahrrad bei der Tour de France 1913 in den Pyrenäen in der Abfahrt vom Col du Tourmalet einen Gabelbruch. Um es zu reparieren, musste er 14 km zu Fuß zur nächsten Schmiede gehen, in der er sich nicht helfen lassen durfte. Durch den Fußmarsch und die Reparatur verlor er mehr als zwei Stunden Zeit. Dennoch bekam er eine Strafminute, da ein Junge den Blasebalg für ihn bediente. Der Überlieferung nach kommentierte er diese Strafminute mit nicht druckfähigen Ausdrücken. Er wurde insgesamt Siebenter, seinen Spitznamen erhielt er nach diesem Rennen. Auch 1919 beendete ein Gabelbruch seine Siegeshoffnungen. Er belegte diesmal den dritten Platz. Christophe war auch ein Pionier der Querfeldeinrennen, er wurde siebenmal französischer Meister in dieser Disziplin.